# U.S. Route 425
U.S. Route 425 é uma autoestrada dos Estados Unidos.